# Деревянные храмы Украины
Деревянные храмы Украины — памятники деревянной храмовой архитектуры на Украине, где расположено порядка трёх тысяч деревянных культовых сооружений. Большинство сохранённых на сегодняшний день деревянных церквей находится в западной части страны, меньше — в Левобережной Украине. Абсолютное большинство храмов принадлежит Украинской православной церкви и Украинской грекокатолической церкви; только 11 деревянных костёлов во Львовской области принадлежат Римско-католической церкви. Все эти культовые объекты являются духовным наследием страны и памятниками архитектуры.

## История
Точное время возникновения деревянных храмов на Украине не установлено. Первые письменные упоминания про деревянную церковь Святого Ильи Пророка в Киеве имеются в переписке Киевского князя Игоря с Византийской империей в 944 году. В результате археологических раскопок на территории села Крылос в Галичском районе Ивано-Франковской области были обнаружены каменные фундаменты двух деревянных церквей XII и XIII столетий.
Самыми старыми деревянными храмами Украины считаются церковь Святого Николая в селе Среднее Водяное в Раховском районе Закарпатской области, где два сруба сохранились с 1428 года, и церковь Святого Николая в селе Колодное в Тячевском районе той же области 1470 года. Обе церкви объединили в себе готический стиль и венгерские мотивы той эпохи. Старейшим храмом Приднепровья является деревянная церковь Святого Архистратига Михаила в селе Дорогинка Фастовского района Киевской области, датируемая 1520-и годами, которая находится в настоящее время на территории Музея народной архитектуры и быта Украины «Пирогов».
Среди сохранённых церквей Украины на территории Галиции и Карпат имеется десять храмов, построенных в конце XV века. Церквей, датированных XVI—XVII веками существует около 150. Наибольшее количество имеющихся деревянных церквей построены в XVIII—XIX веках. Хотя во времена СССР на церкви было гонение, они всё равно строились на Украине, в том числе деревянные. Храмы из дерева продолжают сооружаться и в настоящее время.
Деревянным храмам Украины посвящён одноимённый сайт Крушинской Е. А. — Дерев’яні храми України (укр.)

## Архитектура
Архитектурный вид православных и греко-католических деревянных храмов на протяжении многих столетий соответствовал каноническим традициям и имел три составляющие: бабинец, неф и алтарь. Церкви, которые состоят из трёх указанных частей (называемых срубом), относятся к трёхдольным (трехсрубным). Встречаются пяти-, семи- и девятисрубные деревянные церкви. Для устойчивости и прочности, фундамент деревянных церквей выполняется каменным.

### Стили сооружений

#### Подолье
Для Подолья типовой является трёхверховая церковь с высокими срубами. Характерной их чертой является вертикальная обшивка досками, гонтовый верх и крыльцо при входе. Верх церкви составляли три купола, из которых средний был выше. Обычно подольская церковь стояла на просторном месте, чаще посередине села. Церковный двор был обсажен липами. Напротив главных дверей церкви стояла башня с колоколами, покрытая также гонтом. В давние времена возле церквей были кладбища.
- Калагаровка, церковь 1784 года
- Церковь в селе Зелёное
- Церковь в селе Скорики
- Церковь Иоанна Богослова в селе Бернашовка 1767 года

#### Галиция
В Галиции по периметру церкви из бревен сооружали стены высотой до двух метров. По периметру всего храма делали навес для защиты от дождя и снега. Навес шириной более полуметра монтируют на вертикальной плоскости под углом от 15° до 50°. Часто под навесом размещались скамьи для отдыха прихожан. Выше козырька стены сохраняли свой периметр и форму, однако стены бабинца и алтаря имели меньшую высоту, чем стены нефа. В церквях Галиции четырёхугольная форма крыши переходила в восьмиугольную и образовывала купол.
- Михайловская церковь 1697 года в селе Куты
- Церковь Св. Николая в селе Кривка
- Церковь Честного Хреста, Дрогобыч
- Церковь Св. Василя XVI века в селе Черче

#### Гуцульщина
Гуцульские церкви, кроме крестовой планировки, имели свои особенности. Чаще всего были пятисрубными. Средний квадратный сруб переходил вверху в восьмерку, с высоким стежковым покрытием с небольшим заломом (закруглением) вокруг гзимса (карниза). Над четырьмя другими срубами находилась обычная крыша с фронтонами, как на гуцульских хатах; часто на крыше бывали макушки. Церкви ставили специальные гуцульские мастера.
Гуцульская церковь имеет в горизонтальном плане равносторонний крест и размещалась всегда алтарем на восток, а бабинцем — на запад. Низ гуцульской церкви состоял из брусьев, которые стояли на каменном фундаменте. Они были трёх- или пятисрубными; заходили в церковь через крыльцо. Сбоку возле церкви размещалась четырёхугольная колокольня, крытая, как и церковь, гонтом.
- Ясиня, Вознесенская церковь
- Яремче, церковь Св. Иоанна Милостивого 1663 года
- Криворовня, церковь Рождества Богородицы
- Церковь в селе Чергановка

#### Бойковщина
На Бойковщине каждый сруб церкви прикрыт отдельной крышей высокой конструкции с многочисленными заломами. В типовой бойковской церкви крыша нефа поднимается выше крыш алтаря и бабинца, которые находятся на одном уровне. Колокольни стоят отдельно от церкви. Изменение архитектурных форм шло в направлении увеличения ступенчатого перекрытия от двухэтажного (двухверхового) до трехэтажного, четырёхэтажного и пятиэтажного. Были семи- и восьмиверховые сооружения. Подавляющее большинство бойковских церквей построена в XVIII веке.
- Церковь Св. Михаила, Ужок
- Церковь 1863 года в селе Тисовец
- Церковь Богоявления Господня (Кугаев)
- Церковь Собора Пресвятой Богородицы в селе Матков

#### Лемковщина
Основой лемковских церквей являются канонические три прямоугольных сруба. Неф всегда был бо́льшего размера. Под влиянием стиля барокко он приобрел форму восьмиугольника; перекрывался балками и сверху — ломаной крышей-палаткой. Характерной чертой лемковских церквей является башня вместо бабинца. Вся церковь обивалась досками и покрывалась гонтом. Трёхсрубовая церковь под одной крышей и с тремя куполами — типичная черта бойковской архитектуры. Материалами для строительства была пихта или сосна, реже — бук или лиственница, ещё реже — дуб или осина.
- Церковь в Щавне
- Церкрвь в Большом Вислоке
- Церковь в селе Сянки
- Церковь Св. Луки на Пряшевщине

#### Буковина
Храмы буковинской архитектуры, которые сохранились до настоящего времени, строились преимущественно во время османской оккупации края. Поэтому они внешне напоминают традиционную избу, так как турки, будучи мусульманами, не позволяли строить иначе. Под обычной скатной крышей буковинские мастера умудрялись прятать три сруба, пусть и не очень высокие. Лишь в отдаленных горных районах, куда не доходили турки, срубы были разделены.
- Церковь Рождества Богородицы (1630) в селе Селятин
- Вознесенская церковь в Черновцах
- Николаевская церковь (1786) в селе Берегомет
- Успенская церковь (1778) в селе Валява

#### Надднепрянщина
Храмы Среднего Приднепровья (Киевщины и Полтавщины) отличаются большой вытянутостью форм (под влиянием, главным образом, стиля рококо XVII—XVIII веков) и изящными, легкими куполами. На Полтавщине форма макушки похожа на удлиненный шлем. Некоторые храмы несут в себе элементы значительно более древних времен — это церкви так называемого клетского типа.
- Пятницкая церковь в селе Зарубинцы
- Церковь в селе Пищики (1651)
- Онуфриевская церковь (1705) в селе Липовый Скиток
- Николаевская церковь (1730) в селе Синява

#### Левобережье
В Приднепровье и на Слобожанщине деревянные церкви имели в плане восьмиугольные срубы и отличались значительной высотой самих срубов или их верхов. Другой тип церквей Левобережья состоял из трех четырёхугольных срубов, при этом алтарь и бабинец были ниже и перекрыты двускатной крышей. Характерной особенностью церквей этого типа был наклон стен всех срубов внутрь. Наиболее распространенным типом храмов второй половины XVII века — первой половины XVIII века были трёхсрубные церкви с восьмигранным центром, граненым алтарем и бабинцем.
- Церковь Введения Пресвятой Богородицы в Бериславе (1727)
- Георгиевская церковь в Седневе
- Троицкая церковь в селе Пустовойтовка (1773)
- Церковь Николая Чудотворца в Новгород-Северском